# Maria Dolors Gimbernat
Maria Dolors Gimbernat (Barcelona?, segle XX) és una exjugadora d’handbol.
Començà a jugar amb el Club Medina de Barcelona, guanyat quatre Campionats de Catalunya (1959-62) i dos d'Espanya (1960-61, 1962-63). La temporada següent competí amb el Picadero Jockey Club, amb el qual aconseguí cinc Campionats d'Espanya, quatre d'ells de forma consecutiva i essent l'equip dominador durant la dècada del 1960. Fou internacional amb la selecció espanyola d'handbol en tres ocasions.

## Palmarès
- 7 Lligues espanyoles d'handbol femenina: 1960-61, 1962-63, 1963-64, 1964-65, 1965-66, 1966-67, 1969-70
- 8 Campionats de Catalunya d'handbol femení: 1958-59, 1959-60, 1960-61, 1961-62, 1963-64, 1964-65, 1965-66, 1967-68